# Белов, Николаус фон
Николаус фон Белов (нем. Nicolaus von Below; 20 сентября 1907, Анклам, Померания — 24 июля 1983, Детмольд, Северный Рейн-Вестфалия) — офицер люфтваффе, полковник, адъютант Адольфа Гитлера.

## Биография
Родился в коммуне Цитен близ Анклама в аристократической семье. В 1929 начал обучение на пилота в коммерческой школе, в том же году вступил в рейхсвер и служил в 12-м пехотном полку, пока в 1933 году не перевёлся в люфтваффе; служил в 132-й истребительной эскадре «Рихтгофен», позже был переведён в 26-ю истребительную эскадру «Шлагетер». В 1937 стал адъютантом Гитлера от ВВС; несмотря на то, что фюрер с подозрением относился к офицерам-выходцам из аристократии, фон Белов остался одним из немногих членов окружения Гитлера, служивших ему на протяжении всей войны. В конце 1944 он сказал фон Белову: 
Я знаю, что война проиграна, превосходство противника слишком высоко, но мы никогда не сдадимся — нас могут победить, но мы возьмём мир с собой в могилу.
16 января 1945 вслед за Гитлером перебрался в Фюрербункер, 29 апреля присутствовал при подписании завещания фюрера, однако подписал лишь вторую его часть; на следующий день вылетел к фельдмаршалу Кейтелю с письмом от Гитлера с рассуждениями о предательстве и восхвалением жертв германского народа.
В 1946 был арестован британскими войсками и удерживался до 1948 года, после освобождения написал мемуары, озаглавленные «На стороне Гитлера». Скончался в 1983 в Детмольде.